# رامون مارادیاگا
رامون مارادیاگا (اسپانیایی: Ramón Maradiaga‎؛ زادهٔ ۳۰ اکتبر ۱۹۵۴) بازیکن سابق و مربی فوتبال اهل هندوراس است.
از باشگاه‌هایی که در آن بازی کرده‌است می‌توان به باشگاه ورزشی تنریف و باشگاه فوتبال آلیانسا اشاره کرد.
وی همچنین در تیم ملی فوتبال هندوراس بازی کرده‌است.